# Трое в лодке, не считая собаки (фильм, 1979)
«Трое в лодке, не считая собаки» — советский двухсерийный художественный телевизионный цветной фильм, снятый режиссёром Наумом Бирманом на киностудии «Ленфильм» в 1979 году. В основу положена одноимённая повесть (1889) Джерома Клапки Джерома.
Фильм создан по заказу Государственного Комитета Совета Министров СССР по телевидению и радиовещанию.

## Сюжет
Трое приятелей — Джи, Харрис и Джордж, — устав от праздного безделья и желая поправить своё «пошатнувшееся» здоровье, решают отправиться в путешествие на лодке по Темзе. Вместе с собой они взяли фокстерьера Монморанси. Перед путешествием они договариваются провести его без женщин. Но через какое-то время они встречают трёх женщин, путешествующих точно так же, как и они сами — Энн, Эмилию и Патрицию. Сначала герои пытаются соблюдать свой договор, но потом всё же влюбляются в этих женщин, а те — в них. В финале это уже три семейные пары.

### Структура фильма

#### Часть первая
1. Однажды вечером
2. Три безнадёжно больных человека
3. Итак, в путь!
4. Первый день пути. Первые радости. 10 часов 8 минут по Гринвичу
5. Второй день пути. Кораблекрушение. 8 часов 6 минут по Гринвичу
6. Как Харрис поёт комические куплеты
7. Третий день пути. Джордж готовит вкусный ленч (второй завтрак). 13 часов 3 минуты по Гринвичу
8. Как дядюшка Поджер вешал картину
9. Четвёртый день пути. Таинственное исчезновение. 8 часов утра по Гринвичу
10. Пятый день пути. Едем исключительно в мужской компании

#### Часть вторая
1. Шестой день пути. Сон на воде. 3 часа 12 минут по Гринвичу
2. Тот же день. «Роман» утонул. 2 часа дня по Гринвичу
3. В Хэмптон-Кортском лабиринте
4. Седьмой день пути. Ирландское рагу
5. Восьмой день пути. Рыбный день. 4 часа утра по Гринвичу
6. 7 часов утра по Гринвичу
7. Полдень по Гринвичу
8. Трое после активного отдыха

## В ролях
- Андрей Миронов —  Джером Клапка Джером, писатель / Джи / миссис Байкли, комическая старуха (1 серия) / дядюшка Поджер, дядя Джерома (там же) / хозяин таверны (2 серия) / пьяный рыбак (там же)
- Александр Ширвиндт — сэр Уильям Самуэль Харрис, друг Джи (несколько фраз озвучивает Игорь Ефимов)
- Михаил Державин — Джордж, друг Джи
- Лариса Голубкина — Энн, возлюбленная Джи
- Алина Покровская — Эмилия, возлюбленная Харриса
- Ирина Мазуркевич — Патриция, возлюбленная Джорджа
- Зиновий Гердт — кладбищенский сторож (1 серия)
- Николай Боярский — 1-й гренадер (там же)
- Григорий Шпигель — 2-й гренадер (там же)
- Юрий Катин-Ярцев — 3-й гренадер (там же)
- Анна Лисянская — хозяйка салона, которую исполнение комических куплетов оставляет без гостей (там же)
- Георгий Штиль — усатый капитан
- Татьяна Пельтцер — миссис Поппитс, квартирная хозяйка Джерома
- Фокстерьеры «Герцог» и «Грех» — Монморанси, пёс Харриса

### В эпизодах

#### 1 серия
- Мария Белкина — смеющаяся девушка в салоне
- Михаил Девяткин — отец Джесси
- Изиль Заблудовский — унылый джентльмен
- Кира Крейлис-Петрова — Полли, жена Поджера
- Лев Лемке — старичок со слуховым рожком
- Игорь Окрепилов — флегматичный аккомпаниатор
- Алексей Севостьянов
- Ирина Гойер — Джесси, робкая девушка в салоне, слушающая комические куплеты (в титрах как «И. Смирнова»)

#### 2 серия
- Ольга Волкова — мать мальчика, заблудившаяся в лабиринте
- Роберт Городецкий — фотограф
- Виктор Ильичёв — помощник сторожа лабиринта
- Владимир Ляховицкий — заблудившийся в лабиринте
- Владимир Михеев — джентльмен в лабиринте
- Игорь Погодин — мальчик с булочкой, заблудившийся в лабиринте
- Анатолий Попов — атлет
- Анатолий Рудаков — отец мальчика, заблудившийся в лабиринте
- Вера Улик — кассирша у лабиринта «острых ощущений»
- Файме Юрно — дама с зонтиком у шлюза
- Юрий Шепелев — джентльмен в канотье у шлюза

## Съёмочная группа
- Автор сценария: Семён Лунгин
- Режиссёр-постановщик: Наум Бирман
- Оператор-постановщик: Генрих Маранджян
- Художник-постановщик: Исаак Каплан
- Композитор: Александр Колкер
- Звукооператор: Игорь Вигдорчик
- Тексты песен: Ким Рыжов
- Хореограф: Кирилл Ласкари

## Песни в фильме
Музыка: Александр Колкер, слова: Ким Рыжов.
| Название                   | Вступительные слова | Исполнитель                                                                                               |
| -------------------------- | --- | --- |
| XIX век                    | Страшное время, бедный наш Лондон, стал он для жизни совсем непригодным.                                                              | Андрей Миронов                                                                                            |
| Гип-гип ура!               | Что происходит? Вы знаете, что за скопленье?                                                                                          | Андрей Миронов, Александр Ширвиндт, Михаил Державин, хор                                                  |
| Песня гребцов              | Два-раз, два-раз, ну-ка, навалились, поднажали, вёсла в руки взяли, навалились, поднажали, дружно!                                    | Андрей Миронов, Александр Ширвиндт, Михаил Державин                                                       |
| Песня могильщика           | Я честью вам клянусь, что никогда вам не найти такого развлечения.                                                                    | Зиновий Гердт                                                                                             |
| Песня старых гренадеров    | Мы, гренадеры, снова в походе. | Николай Боярский, Григорий Шпигель, Юрий Катин-Ярцев                                                      |
| Песня леди                 | Хорошо на тихой речке! Птицы весело щебечут, по волнам игривые бегут лучи.                                                            | Лариса Голубкина, Алина Покровская, Ирина Мазуркевич                                                      |
| Добрая река                | Пора осенняя близка, дождём набухли облака, под ветром клёны клонятся, а нам всё время помнится нежная река, тихая река, добрая река. | Андрей Миронов, Александр Ширвиндт, Михаил Державин, Лариса Голубкина, Алина Покровская, Ирина Мазуркевич |
| Сон Харриса                | О, вы прекрасные, как розы, ваш сон беспечен и глубок.                                                                                | Александр Ширвиндт                                                                                        |
| Диалог леди и джентльменов | Нашим дружным караваном мы пробьёмся сквозь туманы, для купанья пляж отыщем золотой.                                                  | Андрей Миронов, Александр Ширвиндт, Михаил Державин, Лариса Голубкина, Алина Покровская, Ирина Мазуркевич |
| На рыбалке                 | Куда, скажите мне, мужчины, бежать от нервных передряг?                                                                               | Андрей Миронов                                                                                            |
| Нас вела сама любовь       | Я вам скажу, какая сила явилась главной из причин, что даже смерть не устрашила троих решительных мужчин.                             | Александр Ширвиндт                                                                                        |

## Отличия от книги
- В книге рассказчика зовут не Джи, а Джей (в оригинале — J. , первая буква его имени, которое по-английски пишется Jerome),
- Сюжет фильма отличается от книги, в которой не было ни выдумок рассказчика, ни путешествующих по реке женщин, в которых влюбились герои. Женщины появляются в продолжении книги, носящем название «Трое на велосипедах».

## Съёмки
- Фильм снимался в Калининградской области в окрестностях городов Советска и Немана, а также в самих городах[1]. Роль Темзы сыграли пограничная река Неман и река Преголя (в пос. Заовражном).
- Натурные съёмки были отсняты в течение одного месяца из-за плотного гастрольного графика Андрея Миронова[2].
- В массовке режиссёр снимал местных жителей, а когда их не хватало, то ассистентов, техников, осветителей и приезжавших к нему в гости родственников (жену и сына)[2].
- Крупные кадры эпизода с сомом снимали с участием бутафорского поролонового макета, а когда он от многих дублей пришёл в негодность, на крупных планах пользовались обыкновенным куском бревна[2].
- Пирамиду из эпизода в шлюзе (съёмки на шлюзе № 5 реки Преголя), актёры исполнили самостоятельно, без дублёров. При этом Миронов пощекотал Державина, и тот дёрнулся, после чего вся троица оказалась в воде. Именно этот эпизод и вошёл в фильм[2].
- Роль Монморанси играли два фокстерьера с весьма разными характерами: Герцог и Грех[2]. Герцог выполнял различные трюки, а Греха снимали только вместе с актёрами, однако, в финальных титрах указан только Герцог.
- В заставке к фильму использованы модели автомобилей в масштабе 1:25 производства фирмы MK — Modelle (ГДР). Это копии автомобилей DIXI (1907 Phaeton, 1909 Landaulet и SM 15 Lastwagen) и Wartburg (1898 года с открытым/закрытым тентом и без тента). В 1970-х годах эти склеиваемые пластиковые модели продавались в СССР.[источник не указан 708 дней]
- Экранной партнёршей Андрея Миронова выступила его жена, Лариса Голубкина[2].
- В женской лодке на вёслах можно увидеть только персонажа Ирины Мазуркевич; от гребли у других актрис на руках появлялись мозоли[2].

## Документальные фильмы
- 2008 — д/ф «Трое в лодке, не считая собаки» (из цикла «Истории и легенды Ленфильма»), реж. Алексей Праздников[2]